# Desirèe Henry
Desirèe Latifah N. Henry (* 26. August 1995 in Enfield, London) ist eine britische Sprinterin.

## Sportliche Laufbahn
Über 200 Meter gewann sie bei den Jugendweltmeisterschaften 2011 in Lille Gold und bei den Junioreneuropameisterschaften 2013 in Rieti Silber.
2014 wurde sie bei den Europameisterschaften in Zürich Siebte über 100 Meter und siegte in der 4-mal-100-Meter-Staffel.
Bei den Weltmeisterschaften 2015 in Peking wurde sie mit der britischen 4-mal-100-Meter-Stafette Vierte.
Bei den Olympischen Spielen 2024 in Paris startete sie im Vorlauf der 4-mal-100-Meter Staffel und verhalf ihrem Team zum Finaleinzug. Im Finallauf gewann das Vereinigte Königreich die Silbermedaille, Henry wurde jedoch  nicht eingesetzt.

## Persönliche Bestzeiten
- 60 m (Halle): 7,22 s, 25. Februar 2014, Prag
- 100 m: 11,06 s, 15. April 2016, Azusa
- 200 m: 22,46 s, 27. August 2016, Paris
  - Halle: 23,78 s, 27. Februar 2011, Birmingham